# Sinus durae matris

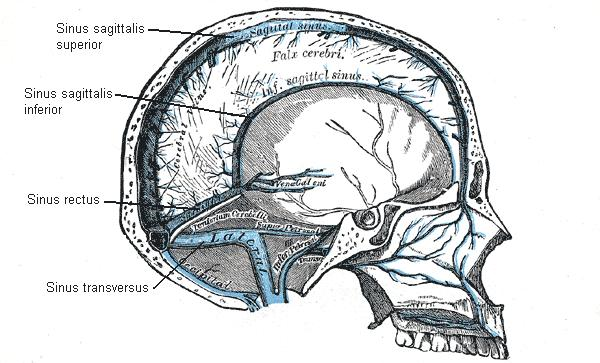
Venen und venöse Sinus des Kopfes in der Übersicht

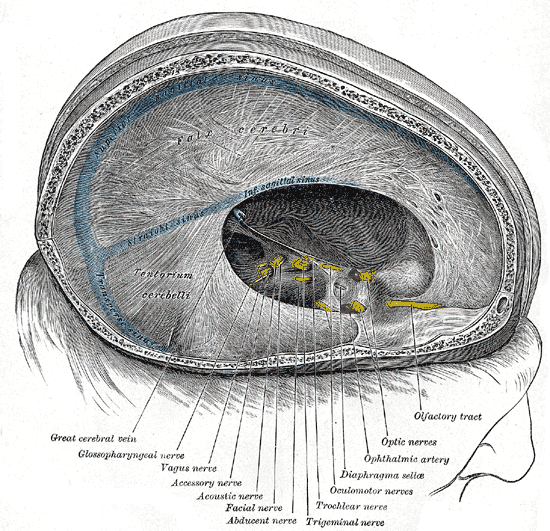
Abbildung der Dura mater mit Sinus sagittalis superior, inferior, rectus und transversus dexter

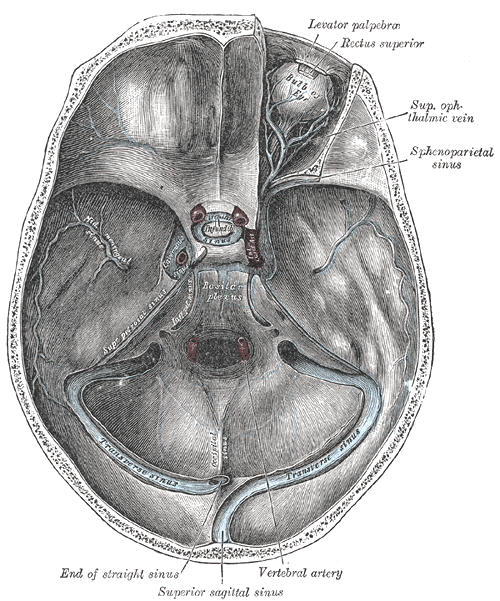
Lage der Sinus transversi und sigmoidei an der Schädelbasis

Die Sinus durae matris sind venöse Blutleiter und leiten den Blutabfluss aus dem Gehirn von Hirnvenen zu den Venae jugularis internae (inneren Drosselvenen) an der Schädelbasis. Sie bestehen aus endothelialisierten Duplikaturen der harten Hirnhaut (Dura mater) und sind daher starrwandig. Im Unterschied zu Venen fehlen ihnen die Umhüllung aus Gefäßmuskulatur (Tunica media) sowie Venenklappen. Die duralen Sinus im Schädel sammeln das sauerstoffarme Blut aus den Venen des Gehirns, der Hirnhäute, der Schädelknochen und der Augen. Sie bilden ein zusammenhängendes System, dessen etwa ein Dutzend Abschnitte je nach Lage des Kopfes unterschiedlich durchströmt werden.

## Anatomische Unterteilung
Der Sinus sagittalis superior verläuft in einer gedachten Mittellinie unter dem Schädeldach entlang der sogenannten Hirnsichel (Falx cerebri). Der Sinus sagittalis inferior verläuft im freien Rand der Falx über dem Balken und mündet zusammen mit der Vena cerebri magna in den Sinus rectus. Dieser verläuft gerade nach hinten zum Confluens sinuum, in den auch der von oben kommende Sinus sagittalis superior einmündet. Ebenfalls verbunden ist hier der Sinus occipitalis. Die paarigen Sinus transversi leiten das Blut vom Confluens weiter zur hinteren Schädelbasis, wobei sie sich im Verlauf S-förmig winden und ab dort als Sinus sigmoidei bezeichnet werden. Schließlich münden sie in die tiefen Halsvenen. Der Sinus cavernosus ist ein schwammartiges Netz, das auf dem Keilbein liegt und mit dem übrigen venösen Sinussystem durch jeweils einen Sinus petrosus superior und inferior auf jeder Seite verbunden ist.

## Pathologie
Die Sinus können bei Schädelverletzungen stark bluten. Blutgerinnsel in den Sinus werden als Sinusthrombose bezeichnet.